# 남포동 (부산)

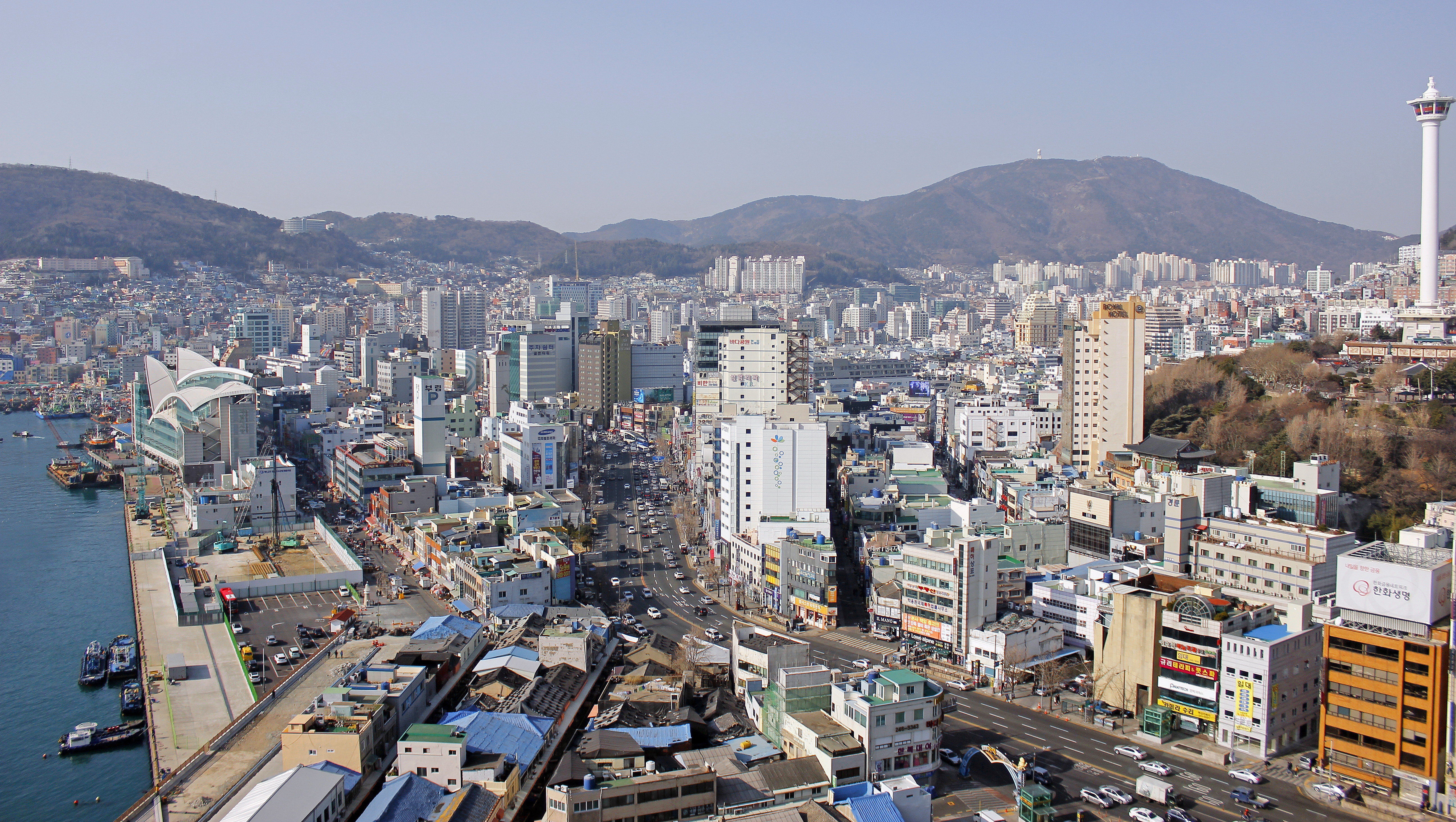
남포동 전경

남포동(南浦洞)은 대한민국 부산광역시 중구의 행정동이다. 부산의 구도심으로 시장, 백화점, 영화관 등이 밀집해 있는 상업 중심지역이다. 현재도 부산진구 부전동(서면) 다음가는 부산의 주요 도심 지역으로 평가받고 있다.

## 역사
- 일제강점기 때 초량왜관이 일본전관거류지로 바뀌게 되자 일본인들은 용두산을 중심으로 그 세력을 넓히기 위해 자갈치 주변 바닷가에 남빈매축공사를 실시 남항일대를 완전한 항만으로 만들었다.
- 부산남항 일대의 바닷가에 자갈이 많아 '자갈치'로 불리어 왔으며 옛날 남빈해수욕장으로 이용되기도 하였던 곳으로, 일제시대 때 남빈정이라 부르다가 해방후 우리식 한자 지명인 남포동으로 바뀌었다.
- 과거에는 부산의 대표적인 도심이었으나, 도시 확장과 도시철도 환승역(서면역) 개통 등의 영향으로 상권이 서면으로 많이 이전하게 되고, 부산시청도 연산동으로 이전하면서 상권이 점차 약해지다가, 2천년대 후반 이후 거리 정비 사업과 롯데백화점 광복점 개장 등의 영향으로 다시 상권이 부활했다는 평을 받고 있다.

## 영역
흔히 부르는 남포동의 도심지역은 중구 남포동, 중앙동, 광복동이다. 남포동은 부산국제영화제의 발상지로 부산극장, 대영시네마, 아카데미극장, 국도극장, 부일극장 등 다수의 극장들이 모여서 극장가를 형성했으나 현재는 부산극장(시너스)과 대영시네마만 남아서 그 명맥을 유지하고 있다. 특히 부산국제영화제의 주무대도 해운대로 옮겨가고, 롯데백화점 광복점내에는 멀티플렉스 상영관인 롯데시네마도 들어서면서 남포동 거리는 극장가로서의 기능은 예전에 비해 많이 위축되었다.
광복동은 광복로로 지칭되는 패션거리가 있는 곳으로 부산 최대의 로드샾을 형성하고 있다. 한때 부산에서 가장 지가가 높았던 지역으로 현재도 부산진구 서면 일대 다음가는 지가를 형성하고 있다. 시티스팟이 있는 창선 삼거리를 기준으로 북쪽으로는 구 유나백화점까지, 동쪽으로는 롯데백화점 광복점까지, 서쪽으로는 국제시장까지가 직접적인 광복동이며 인근에는 부평시장, 깡통시장, 국제지하도상가 등이 이어져있다.
중앙동은 부산의 대표적인 업무지구로서 부산항, 부산역이 위치한 옆동네 초량동과 함께 부산지역 중요 업무지구를 형성하고 있다. 참고로 2030년 부산시 도시기본계획에 의하면 부산은 4도심(서면-광복-해운대-강서), 6부도심(하단-사상-신공항-덕천-동래-기장), 5지역특화(가덕-녹산-금정-정관-장안) 체제로 계획되어있다.

## 지역 특성

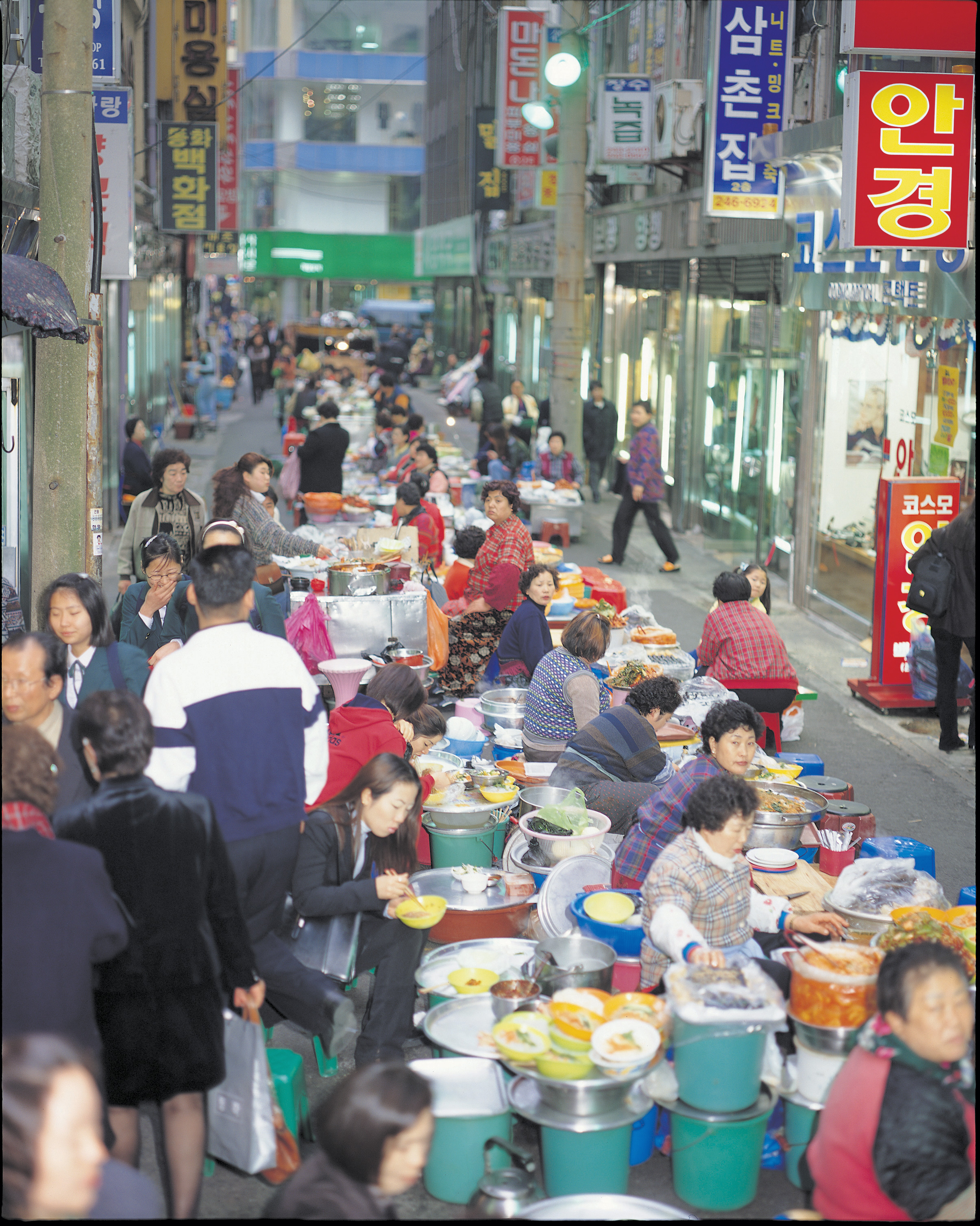
2003년 남포동 먹자골목

자갈치문화관광축제 등이 열리는 전국적 명소로 부산문화관광의 중심지이기도 하다. 자갈치시장, 건어물시장 등 한국 최대 규모의 수산물 집산 시장을 형성하고 있으며, 유흥업소, 극장가, 지하상가 등이 형성되어 있어 유동인구가 많다.
주변에는 용두산공원과 영도대교, 부산 기상청 등 일제시대 근대 건축물들이 보존되고 있다.

## 연계 교통
● 부산 도시철도 1호선 남포역, 자갈치역, 중앙역이 위치하고 있으며 남포지하상가를 통해 남포역과 자갈치역이 지하로 연결되어 있으며, 광복지하상가를 통해 롯데백화점 광복점, 중앙역과 지하로 연결되어 있다.
| 도로·철도망                                   | 도로·철도망 | 도로·철도망 | 도로·철도망 | 도로·철도망 | 도로·철도망 | 도로·철도망 |
| 구덕로 부산 도시철도 1호선 (남포역, 자갈치역) |             |             |             |             |             |             |
| --------------------------------------------- | ----------- | ----------- | ----------- | ----------- | ----------- | ----------- |

## 같이 보기
- 부산 서면
- 중앙동
- 광복동
- 롯데백화점